# خاندان خزیمه علم
خاندان خزیمه علم یا خاندان علم، حکمرانان عرب تباری بودند که پس از ضعف خاندان کیانی ، در منطقه قائنات و بخشی از سیستان حکمرانی می‌کردند. در میان با نفوذترین افراد این طایفه می‌توان از اسماعیل خزیمه، امیر علم اول،امیر علیخان، امیر محمد خان، میر محمد محتشم سلطان، امیر علم سوم، امیر اسماعیل شوکت الملک، امیر محمد ابراهیم علم و امیر اسدالله علم نام برد.

## تبار
نوشته‌ها و آثار محققان در مورد خاندان علم بسیار مغشوش است. این خاندان را به قرن دوم هجری به زمان منصور عباسی نسبت می‌دهند. بعضی نیز پیشینه آن‌ها را به خازم بن خزیمه یکی از سرداران مأمون میرسانند. برخی خاندان خزیمه پس از فوت امیر علم خان اول نام «خزیمه علم» را برای خود انتخاب  کردند.. طبق نظریه‌ای که در بیشتر منابع تاریخی ذکر شده، ورود این اعراب به ناحیه جنوب خراسان به سال ۱۵۰ هجری قمری در زمان خلافت منصور عباسی باز می‌گردد. در آن سال‌ها مردم خراسان به رهبری استاد سیس و حریش سیستانی علیه حکومت عباسیان قیام کردند. منصور برای سرکوب خراسانیان سپاهی را به سرداری حازم بن خزیمه از عربستان روانه خراسان می‌کند. حازم پس از ورود به خراسان به روش‌های گوناگون، گاهی با جنگ و گریز و زمانی با حیله و تدبیر به مقابله با مردم می‌پردازد، تا سرانجام پس از یکسال برآنان پیروز شده و خراسان را تسخیر می‌کند. در پی این فتح افراد سپاه در ناحیه کوهستان که معرب آن کلمه قهستان است ساکن می‌شوند. طایفه‌های عرب خزیمه نیز در زمره این افراد بودند. 

از این طایفه‌ها پس از ورود به ‌‌خراسان تا دوره صفویان نام و نشانی در منابع و کتب تاریخی مشاهده نمی‌شود. 
پژوهش‌ها نشان می‌دهند اسماعیل‌خان خزیمه فرزند ابراهیم خان فرزند محمد خان فرزند حاجی طاهر خزیمه هردنگی اولین فرد مهم تاریخی است که نام و نشان او را باید در تاریخ قدرت یابی نادر شاه جستجو کرد.؟ 
سرپرسی سایکس در سفرنامه خود در مورد خاندان خزیمه علم مینویسد: 
«این خانواده اگر چه نسب نامه‌ای ندارد؛ ولی خود را از اعقاب عربهای خزاعی یا خزیمه میدانند که رئیس آن‌ها طاهر ذوالیمینین بود که وسایل جلوس مأمون را به مسند خلافت فراهم نموده‌است. آن‌ها از بحرین به این حدودها مهاجرت نموده و به تدریج زمام امور قائن و نهبندان و تمام خراسان تا هرات را به دست گرفته‌اند و دامنه نفوذ خود را تا جنوب ایران گسترش داده‌اند. اواخر قرن هفدهم تمام ناحیه جنوب خراسان در تصرف این خانواده بوده و پس از انقراض صفویه به نیمه استقلالی دست یافته‌اند.»

## قلمرو حکومت خاندان علم

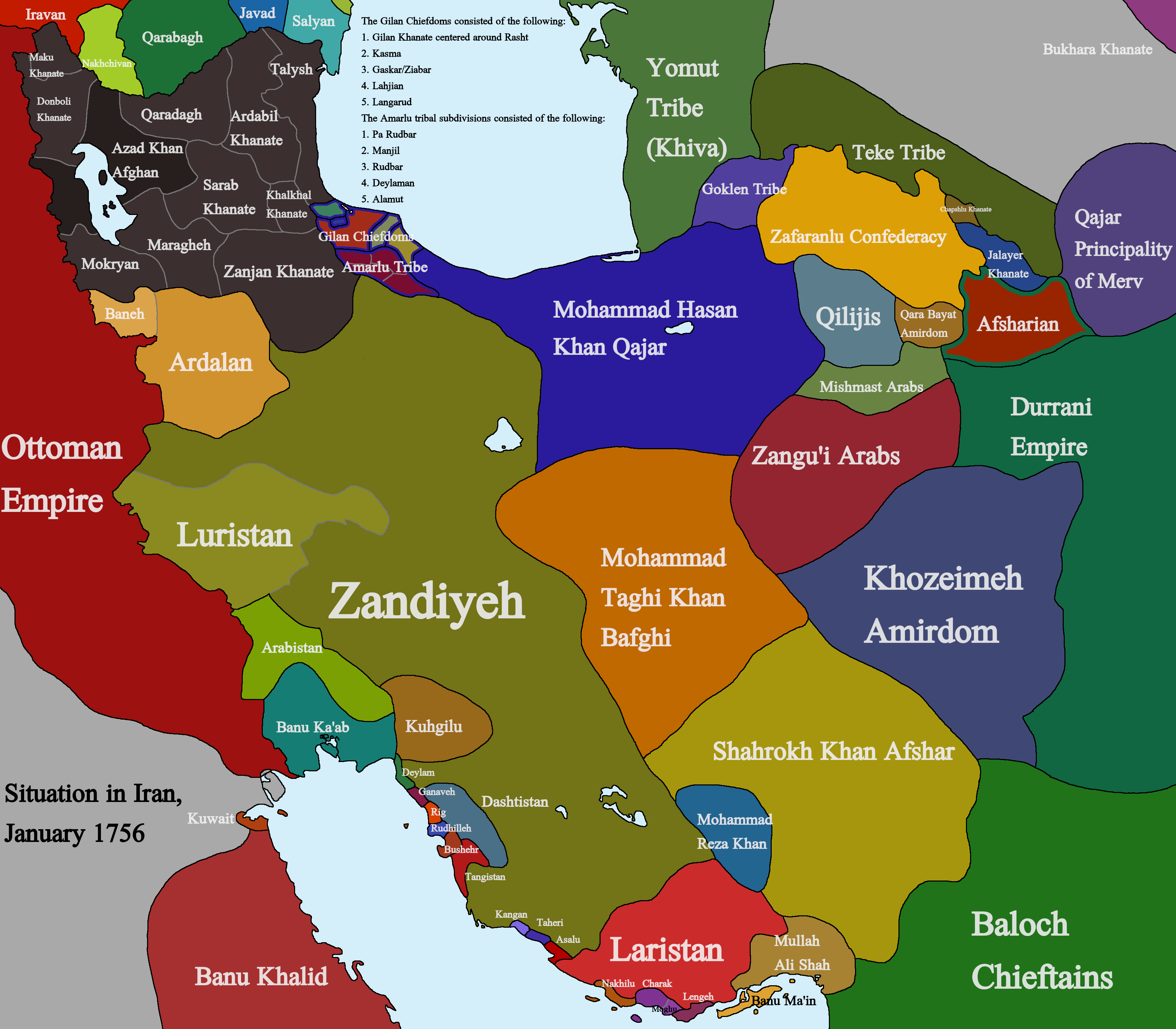
قلمرو حکومت خزیمه سال ۱۷۵۶ میلادی

محدوده تحت تسلط خاندان علم، قهستان و سیستان بود. معمولاً سران خاندان در قاینات مستقر بودند و حکمرانی برای سیستان بر می‌گزیدند.
در برخی سال‌ها که نابسامانی و هرج و مرج کشور را فرا می‌گرفت و قدرت مرکزی از اداره کشور عاجز بود، امرای این خاندان قلمرو حکومت خود را به سایر نقاط نیز گسترش می‌دادند. همچنین در دوره حکمرانی برخی از امیران خاندان علم به دلیل ابراز لیاقت و انجام خدماتی مهم در جهت حفظ حکومت مرکزی، از سوی پادشاهان وقت به عنوان قدردانی از وفاداری آن‌ها اداره برخی نقاط از کشور به آنان واگذار می‌گردید.

## سران مشهور خاندان
خاندان علم از اواخر سلطنت  شاه سلطان حسین در ناحیه جنوب خراسان یا قهستان قدرت یافتند. از آن پس در طی سالیان متمادی حکومت ناحیه را به‌طور موروثی در اختیار گرفته و در تاریخ نام و نشانی از خود باقی گذاشتند.
اولین فرد از این خاندان که نامش در تاریخ ناحیه آمده‌است اسماعیل خزیمه‌ است؛ که در واقع می‌توان او را سر سلسله خاندان علم به‌شمار آورد. زیرا از زمان او بود که قدرت یابی و اهمیت این خاندان آغاز شده و آنان در امور سیاسی و وقایع اجتماعی ایران – به ویژه جنوب خراسان – ایفاگر نقشهای مهم و حساس شدند. قدرت و حاکمیتی که تا زمان پیروزی انقلاب اسلامی تداوم یافت.

### اسماعیل خزیمه
امیر اسماعیل خزیمه در زمان سلطنت  شاه طهماسب دوم و اوایل تشکیل حکومت نادر شاه افشار حاکم قاینات و فراه (در افغانستان کنونی) بود.

### امیر علم اول
وی پایه‌گذار خاندان خزیمهٔ علم است. امیر علم خان خزیمه پسر «اسماعیل عرب خزیمه» بود که خود و پدرش از امرا و سرکردگان معتبر نادرشاه بوده، لویی بازَن پزشک مخصوص نادرشاه و عادل شاه، و نیز سلطان محمدخان درانی متخلص به خالص مؤلف تاریخ سلطانی امیر علم را امیرخان نام می‌برند.
نامبرده از جوانی در جنگ‌ها همراه پدر یا رکاب نادرشاه مشغول به خدمت بوده و در سال ۱۱۵۷ قمری که نادرشاه در حوالی ایروان سپاه عثمانی را شکست داد هنگام بازگشت به خراسان امیر علم را که از سرکردگان خراسان او بود با عده‌ای از سپاهیانش که مرکب از اعراب خزیمه، لالویی و نخعی به عنوان مرزداری و حراست در حواشی عراق امر به توقف می‌دهد. محمدعلی قرخلو که سمت سردار کلی بیست هزار نفر را داشته خیال یاغی‌گری را در سر می‌پروراند و ضمناً خواست که امیر علم را نیز در این کار با خود شریک نماید چون وی به این امر رضایت نداد جنگ بین طرفین در گرفت امیر علم غالب و محمدعلی مغلوب و دستگیر شده نزد نادرشاه فرستاده شد نادرشاه او را کور کرد و امام‌قلی ابیوردی که از رفقا و همدستان او بود کشته شد. امیر علم عرب خزیمه پس از مرگ نادرشاه خود را جانشین وی اعلام نمود و الماس دریای نور نیز به دست وی افتاد.
چون خود داعیهٔ سلطنت بر سر داشت بسیاری از امرا و سرکردگان خراسان را که گمان مخالفت در آن‌ها می‌رفت بعضی را مغلوب و معیوب و جمعی دیگر من‌جمله یوسفعلی جلایر را کشت و اموال آنان را نیز تصاحب نمود. وی همچنین جهت تثبیت سلطنت خود جعفر کرد میانلو را طی نبردی دستگیر و کور نمود و سپس برای گرفتن نیشابور و سرکوبی ایل بیات به نیشابور رفت. قبل از تسخر کامل نیشابور خبر حملهٔ احمد شاه ابدالی (درانی) پادشاه مملکت نوبنیاد افغانستان رسید؛ بنابراین امیر علم از گرفتن نیشابور منصرف شده، برای جلوگیری از احمدشاه درصدد عزیمت به جام گردید. لکن در عرض راه امرا و سرکردگان با وی نفاق ورزیده، حاضر به مساعدت و همراهی نسبت به او نشدند. امیر علم تصمیم گرفت جهت تجدید قوا به قلعهٔ اسفزار عزیمت نماید، لکن مخالفان و دشمنان او از این جریان آگاه شدند و پیش از این که خود را به حصار قلعهٔ اسفزار برساند در نزدیکی قلعه به وی رسیده، او را دستگیر کردند و کشتند.

### امیرعلم دوم
«امیرعلم دوم» فرزند «امیرعلی خان» در سال ۱۲۱۳ خورشیدی تقریباً در اوایل حکومت فتحعلی شاه به جای پدر به حکمرانی قائن و بیرجند منصوب می‌شود. قدرت او و نیروهای تحت فرماندهی وی آنچنان قوی و بزرگ بود که در تحولات خارجی و درگیری‌های داخلی بالاجبار دخالت و نفوذ داشت.

### امیرعلم سوم
در زمان «امیرعلم سوم» در دوره ناصرالدین شاه حوزه حکمرانی این خاندان از حوزه قائنات فراتر رفته و قلمرو خان‌ها و حکام خودسر به قلمرو او افزوده شدند. لرد کرزن در مورد موفقیت او در حکم فرمایی اش می‌نویسد: امیرعلم کنونی بسیار قوی و به علاوه ثروت سرشاری دارد و خطه خود را از وجود دستههای غارتگر به خصوص از افغان‌ها و بلوچ پاک کرده‌است.
به خاطر همین کفایت، ناصرالدین‌شاه نیز متقاعد شده بود که او علاوه بر قائنات، سیستان را نیز ضمیمه ملک خود کند.
در این دوره رقابت شدیدی بین حشمت‌الملک و علی‌نقی میرزا رکن‌الدّوله حکمران خراسان، وجود داشت، چنان‌که در قضیه راه‌اندازی برخی تأسیسات رفاهی در سیستان به امر رکن‌الدّوله و مخالفت جدّی حشمت‌الملک با آن، آمده‌است:
بعد از آن که میرزا حسین، پیشخدمت نواب مستطاب، مأمور شد برود سیستان به جهت مسجد، و حمّام و بازار بسازد، ابراهیم نام یکی از بزرگان سیستان است، مشارٌالیه را جواب داد، بلکه خیال تلف کردن مشارٌالیه را داشت.
حشمت‌الملک هم به او پیغام فرستاد : که شنیده‌ام همچین خیالها دارید، اگر حقیقت داشته باشد می‌آیم سیستان را خراب می‌کنم. چون این پیغام را شنیدند از این فقرات دست کشیدند. در ضمن حشمت‌الملک گفته بود سیستان مسجد و حمّام و بازار لازم ندارد و به این بهانه می‌خواهید ولایت ما را صاحب بشوید و ما را زیر حکم خود درآورید. ثانی، این وجه را که به جهت ما می‌خواهند بدهند ما قبول نخواهیم کرد. اگر چنانچه حضرت پادشاه عالم پناه چیزی می‌خواهند التفات کنند، یک هزار تومان و دو هزار تومان به درد ما نمی‌خورد، ما به وزن پول می‌خواهیم. سیزده من به وزن سیستان، طلا به جهت ما روانه فرمایند. یک نفر بیاورد تحویل بدهد برود و الاّ ما مملکت خود را بر دست کسی نخواهیم داد.

### محمدابراهیم علم (شوکت الملک دوم)

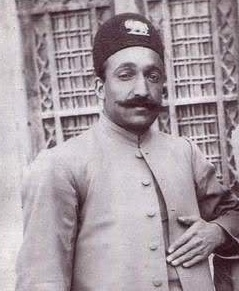
امیرشوکت الملک علم

محمدابراهیم علم پس از درگذشت برادر خود اسماعیل (شوکت الملک اول) توانست حاکم بلامنازع قائنات و سیستان شده و لقب شوکت الملک را هم از دولت مظفری بگیرد.
شوکت الملک امیر قائن در یکی از حساسترین مقاطع تاریخ امپراتوری بریتانیا حکومت نیمه خودمختار شرقی ایران را به دست گرفت و عمیق‌ترین مناسبات را با انگلیس برقرار کرد. به گفته سر دنیس رایت در زمان او بود که به سال ۱۹۰۹ میلادی کنسولگری انگلیس در بیرجند، (جایگاه خاندان قدرتمند علم) در این نقطه از ایران که مرکز رویارویی روس و انگلیس است، افتتاح شد و انگلیسها این سعادت را داشتند که از دوستی امیرابراهیم شوکت الملک علم برخوردار باشند.

### اسدالله علم
اسدالله فرزند شوکت‌الملک در ۱۲۹۸ خورشیدی در بیرجند به دنیا آمد. امیراسدالله علم مرد قدرتمند دربار بعد از دکتر امینی نخست وزیر ایران شد و از کارهای مهم در دوره نخست وزیری تشکیل انجمنهای ایالتی و ولایتی بود. دادن حق رای به زنان و تشکیل کنگره آزاد زنان و آزاد مردان از کارهای جنجالی و پر سر و صدای او بود.
احمد قوام (قوام‌السلطنه) در سال ۱۳۲۵ به نخست وزیری رسید وی که خانواده علم را به خوبی می‌شناخت و می‌دانست چه نفوذی در ولایات جنوب شرقی دارند، امیر اسدالله را که هنوز ۲۷ سال بیشتر نداشت به فرمانداری سیستان و بلوچستان منصوب کرد.
اسدالله علم در تیر ماه ۱۳۳۱ سرپرست املاک و مستغلات پهلوی شد و به فرمان شاه، زمین‌های سلطنتی گرگان را میان کشاورزان تقسیم کرد، در آینده شاه همواره از آن به عنوان پیشاهنگ اصلاحات ارضی یاد کرد. عَلم تنها سرپرست املاک پهلوی نبود بلکه در فعالیت‌های سیاسی و ملاقات‌های پشت پردهٔ مورد نظر شاه هم فعال بود
در ۳۰ تیرماه ۱۳۴۱، اسدالله علم به نخست وزیری گمارده شد. از اولین اقدامات کابینه عَلم، اعلام این مطلب بود که دولت ایران به هیچ کشوری اجازه ایجاد پایگاه موشکی در ایران نخواهد داد. این اعلامیه سرآغاز زدودن تیرگی روابط میان ایران و اتحاد جماهیر شوروی شد.
در ۲۸ اسفند ۱۳۴۲ عَلم به ریاست دانشگاه پهلوی شیراز منصوب شد.
در آبان ۱۳۴۵ به وزارت دربار منصوب شد. با آمدن علم چهره دربار یکسره دگرگون شد و از نو سازماندهی شد. کم‌کم دربار به وزنه مهمی در سیاست داخلی و خارجی کشور تبدیل شد و این با گرایش روزافزون شاه به خودکامگی سیاسی هماهنگ بود. تاجگذاری محمدرضا پهلوی و جشن‌های ۲۵۰۰ ساله شاهنشاهی در دوران وزارت دربار او انجام شد. علم بسیار نزدیک به شاه و مورد اعتماد او بود. علم و شاه تقریباً هر روز با یکدیگر گفتگو می‌کردند و چند روز در هفته یکدیگر را می‌دیدند. آنان اغلب با یکدیگر شام و ناهار می‌خوردند. در سراسر ایران هیچ فردی در چنین موقعیتی نبود.

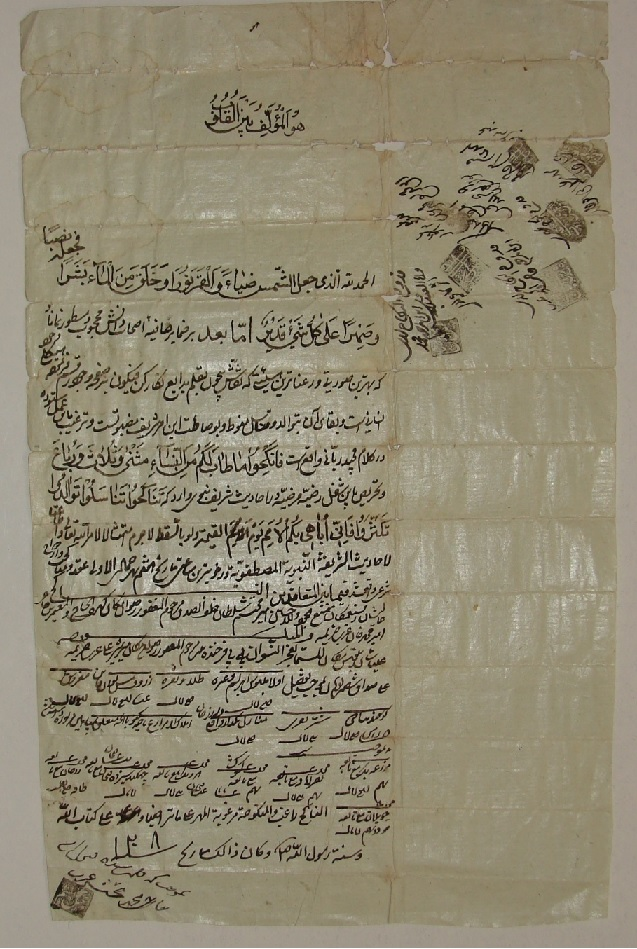
سند ازدواج امیر محتشم سلطان عرب خزیمه

### ریشه خاندان و محل سکونت اصلی خاندان
در واقع نام اصلی این طایفه عرب خزیمه و خاندان خزیمه علم شاخه‌ای از این طایفه می‌باشد.
محل سکونت بیشتر این طایفه، جنوب خراسان در حوالی شهر بیرجند و روستای هردنگ بوده‌است.
از دیگر افراد مشهور این خاندان (عرب خزیمه) می‌توان از امیرحاجی محمد محتشم سلطان عرب خزیمه فرزند امیر حاجی محمد خان عرب خزیمه ، میرزا محمد بیک کله خشک، میر محمد بیک پسر ، میر عبدالرحیم جویلان(روستای جویلان)، میرحاجی عبدالصمدبیک، میر عبدالحسین بیک و میر محمد بیک یوش(روستای یوش و خانواده های محتشمی نوادگان وی) نام برد.
 هم اکنون در بالای تپه ای مشرف به نقاط مختلف در روستای هردنگ سرای امیار که مربوط به امیر عبدالصمد خزیمه و اجدادشان از  جمله امیر حاجی محمد خان عرب خزیمه (وی همچنین بانی  مسجد پخت سربیشه می باشد و کتیبه بالای شبستان مسجد مستند بر این ادعاست) والی ناحیه هردنگ، سربیشه و نه بوده وجود داشته که از  معماری مخصوص دوران قاجاریه برخوردار است.